# Rhinodoras dorbignyi
Rhinodoras dorbignyi är en fiskart som först beskrevs av Kner, 1855.  Rhinodoras dorbignyi ingår i släktet Rhinodoras och familjen Doradidae. Inga underarter finns listade i Catalogue of Life.